# Alžan Žarmuchamedov
Alžan Žarmuchamedov (kazašsky Әлжан Мүсірбекұлы Жармұхамедов; 2. října 1944 – 3. prosince 2022) byl kazašský basketbalista. Major ruské armády ve výslužbě.
Reprezentoval Sovětský svaz, s nímž se stal třikrát mistrem Evropy (1967, 1971, 1979). Je také držitelem evropského stříbra (1975), olympijským vítězem (1972), držitelem olympijského bronzu (1976), vicemistrem světa (1978) a bronzovým medailistou z MS (1970). Celou kariéru (1970–1980) strávil v CSKA Moskva, v roce 1971 s ním vyhrál Euroligu. Měřil 207 centimetrů. Byl prvním etnickým Kazachem v historii, který získal zlatou olympijskou medaili.